# Ґерлахово (Равицький повіт)
Ґерлахово (пол. Gierłachowo, нім. Gerlach) — село в Польщі, у гміні Бояново Равицького повіту Великопольського воєводства.
Населення — 95 осіб (2011).
У 1975-1998 роках село належало до Лешненського воєводства.

## Демографія
Демографічна структура станом на 31 березня 2011 року:
|          | Загалом | Допрацездатний вік | Працездатний вік | Постпрацездатний вік |
| -------- | ------- | ------------------ | ---------------- | -------------------- |
| Чоловіки | 50      | 13                 | 30               | 7                    |
| Жінки    | 45      | 10                 | 26               | 9                    |
| Разом    | 95      | 23                 | 56               | 16                   |